# Miguel de Icaza
Miguel de Icaza (født 23. november 1972) er en fri software-programmør fra Mexico, bedst kendt for at have igangsat GNOME-projektet.
Miguel de Icaza blev født i Mexico City og læste ved Universidad Nacional Autónoma de México (UNAM). Han begyndte at skrive fri software i 1992.
I august 1997 påbegyndte De Icaza sammen med Federico Mena GNOME-projektet, for at udvikle et helt frit tilgængelige skrivebordsmiljø og komponentmodel til GNU/Linux og andre Unix-lignende styresystemer. Tidligere havde de Icaza arbejdet på filhåndteringsprogrammet Midnight Commander, foruden Linux-kernen.
I 1999 oprettede de Icaza sammen med Nat Friedman virksomheden Helix Code, en GNOME-orienteret fri software-virksomhed og ansatte et stort antal andre GNOME-hackere. I 2001 annoncerede Helix Code, nu omdøbt til Ximian, Mono-projektet, et projekt med de Icaza i spidsen, med det formål at implementere Microsofts nye .NET-udviklingsplatform på GNU/Linux og Unix-lignende platforme. I august 2003 blev Ximian opkøbt af Novell.
Miguel de Icaza modtog i 1999 Free Software Foundations pris Free Software Award og MITs Technology Review pris Innovator of the Year Award, i september 2000 blev han af Time Magazine nævnt blandt en af hundrede nyskabere i det nye århundrede.